# 藤原惺窩

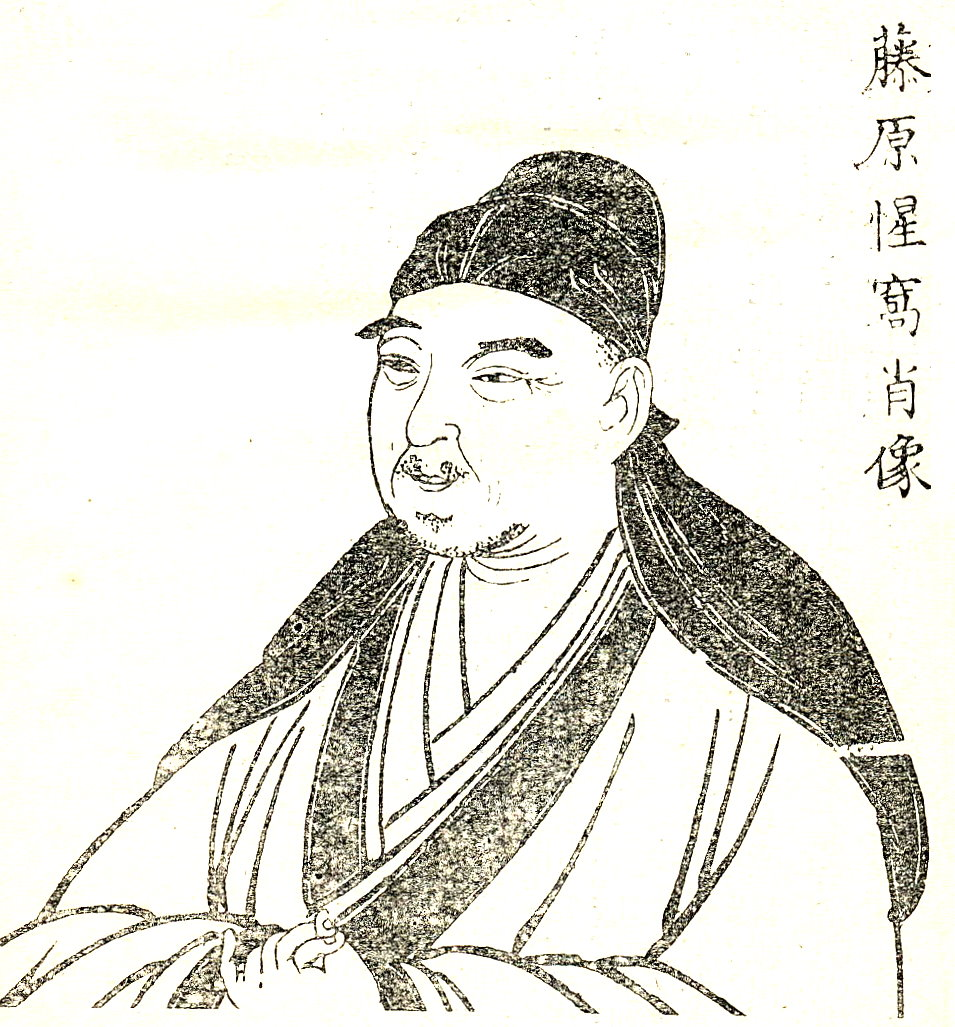
藤原惺窩像（『先哲像伝 近世畸人傳 百家琦行傳』より）

藤原 惺窩（ふじわら せいか）は、戦国時代から江戸時代前期にかけての儒学者。近世儒学の祖とされる。家名の冷泉を名乗らず、中国式に本姓の藤原を名乗り、その藤原を修姓して、藤(とう)を称した。また後世の儒学者は藤という姓が中国にないために、滕(とう)と呼んだ。

## 生涯
永禄4年（1561年）、公家の冷泉為純の三男として下冷泉家の所領であった播磨国三木郡（美嚢郡）細川庄（現在の兵庫県三木市）で生まれた。
長男でもなく、庶子であったため家は継がず、上洛し相国寺に入って禅僧となり、禅と朱子学を学んだ。儒学を学ぼうと明に渡ろうとするが失敗に終わった。その後朝鮮儒者・姜沆と交流し、その助力を得て『四書五経倭訓』を著し、それまで五山僧の間での教養の一部であった儒学を体系化して京学派として独立させた。朱子学を基調とするが、陽明学も受容するなど包摂力の大きさが特徴である。近世儒学の祖といわれ、門弟のなかでも特に林羅山・那波活所・松永尺五・堀杏庵の4人は惺門四天王と称された。和歌や日本の古典にも通じており、同時代の歌人木下長嘯子とは友人であったと言われる。豊臣秀吉・徳川家康にも儒学を講じており、家康には仕官することを要請されたが辞退し、門弟の羅山を推挙した。主著に『寸鉄録』『千代もと草』『文章達徳綱領』『遂鹿評』がある。
『遂鹿評』の中で、「天下の主人の役は、万民を飢えず寒えずして、人倫を教て、善人を以て治めさするぞ」と領主の領民に対する心得を説き、民衆を飢寒から守ることが領主第一の責務であると主張した。
また、実家の下冷泉家は、播磨の所領において戦国大名の別所氏に攻められ当主が戦死し没落した。このため、惺窩が尽力し弟の為将を新たな当主に擁立することで下冷泉家を再興させた。惺窩自身は庶子でもあり、自ら下冷泉家の当主の座に就くことはなかったが、為将の死後、長男の為景が勅命により当主となった。
元和5年（1619年）死去、享年59。
後年、後光明天皇は朱子学に傾倒。藤原惺窩の業績を追慕し、その文集に勅序を与えた。

## 人物
- 個人の修養を重視し、朱子学に傾倒するも、仏教には寛容であった[7]。

## 生誕地
藤原惺窩の生まれた兵庫県三木市細川町に、「生誕の地」の石碑と銅像がある。

## 門下
- 林羅山
- 那波活所
- 松永尺五
- 堀杏庵
- 石川丈山
- 片山良庵
- 角倉素庵
- 戸田為春
- 木下勝俊
- 石田三成
- 石田正澄
- 小早川秀秋

## 補注
1. ↑  『藤原惺窩』 - コトバンク
2. ↑  柴田純『江戸武士の日常生活』吉川弘文館、2023年6月1日、p15.
3. ↑  佐々木潤之介他編 『概論日本歴史』 吉川弘文館 2000年 pp.167 - 168.後に姜沆が朝鮮に帰国する時に「明と朝鮮の連合軍で日本を占領して欲しい」と願い出たことで知られる（『看羊録』）。
4. ↑  柴田純『江戸武士の日常生活』吉川弘文館、2023年6月1日、p15.
5. ↑  柴田純『江戸武士の日常生活』吉川弘文館、2023年6月1日、p15.
6. ↑  米田雄介『令和新修 歴代天皇・年号事典』吉川弘文館、2019年8月20日、311頁。ISBN 978-4-642-08357-7。
7. ↑  佐々木潤之介他『概論日本歴史』吉川弘文館、2000年。